# (36208) 1999 TB120
1999 TB120 (asteroide 36208) é um asteroide da cintura principal. Possui uma excentricidade de 0.09615280 e uma inclinação de 6.36466º.
Este asteroide foi descoberto no dia 4 de outubro de 1999 por LINEAR em Socorro.